# Domaine de Tsu
Pour les articles homonymes, voir Tsu (homonymie).

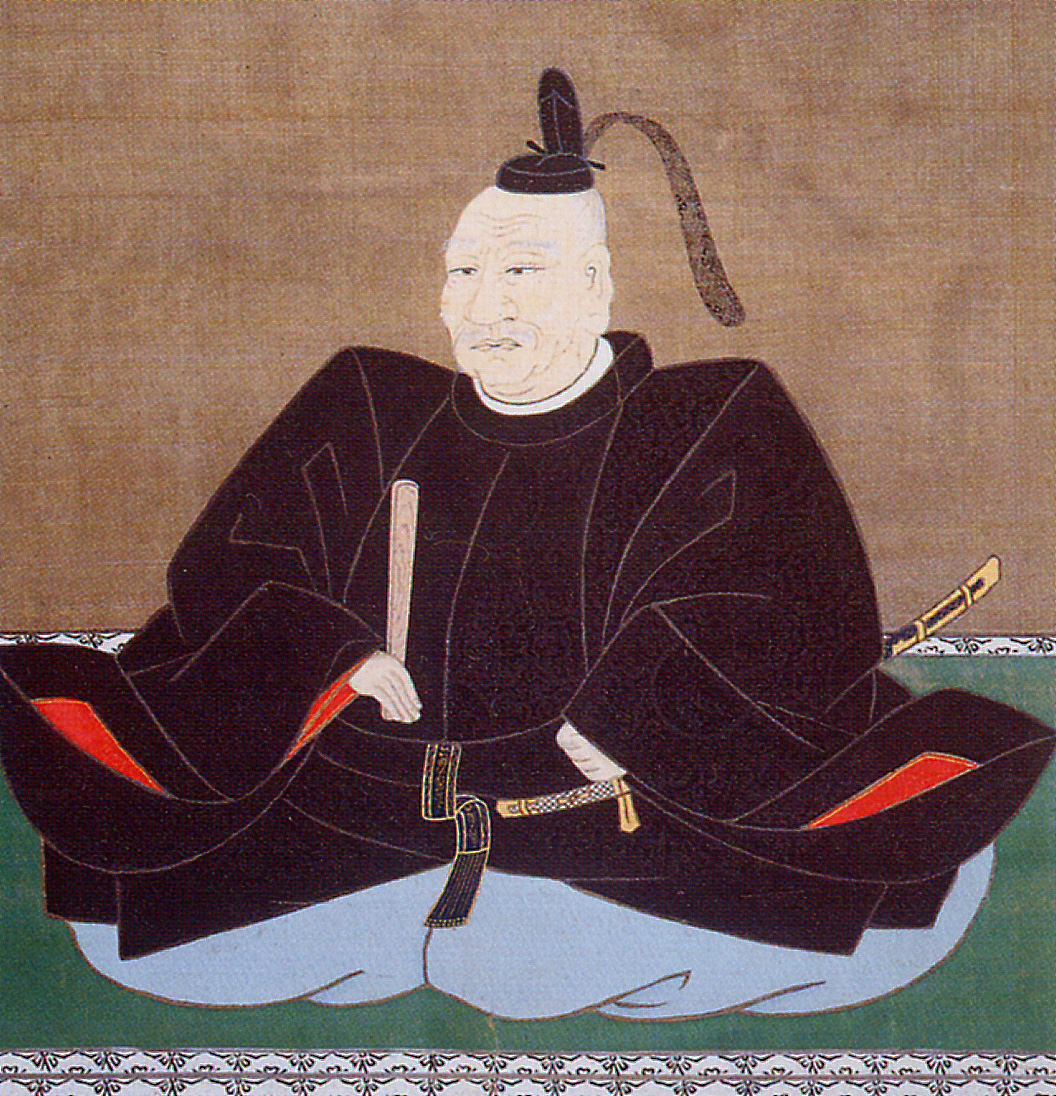
Le daimyô Tôdô Takatora

Le domaine de Tsu (津藩, Tsu-han) est un domaine japonais de l'époque d'Edo, dirigé par le clan Tōdō tozama. Il est situé dans l'ancienne province d'Ise, aujourd'hui préfecture de Mie. Le domaine de Tsu rejoint l'alliance Satchō en 1868 après la bataille de Toba-Fushimi.

## Liste desdaimyos
- Clan Tōdō (220 000 → 323 000 koku, 1608-1871)

1. Tōdō Takatora
2. Tōdō Takatsugu
3. Tōdō Takahisa
4. Tōdō Takachika
5. Tōdō Takatoshi
6. Tōdō Takaharu
7. Tōdō Takaaki
8. Tōdō Takanaga
9. Tōdō Takasato
10. Tōdō Takasawa
11. Tōdō Takayuki
12. Tōdō Takakiyo

## Source de la traduction
- (en) Cet article est partiellement ou en totalité issu de l’article de Wikipédia en anglais intitulé « Tsu Domain » (voir la liste des auteurs).